# Barbara Kopple
Barbara Kopple (ur. 30 lipca 1946 w Nowym Jorku) – amerykańska reżyserka i producentka filmowa, znana ze swoich wielokrotnie nagradzanych dokumentów. 
Dwukrotna laureatka Oscara za najlepszy pełnometrażowy film dokumentalny za obrazy Harlan County U.S.A. (1976) i Amerykański sen (1990). Obydwa filmy poświęcone były strajkom pracowniczym - odpowiednio górników z Kentucky i pracowników przetwórstwa mięsnego z Minnesoty.
Kopple kręci również filmy dokumentalne o znanych postaciach, m.in. Fallen Champ: The Untold Story of Mike Tyson (1993) o słynnym pięściarzu, Wild Man Blues (1997) o muzycznych pasjach reżysera Woody'ego Allena, Rozmowy z Gregorym Peckiem (1999) poświęcone nagrodzonemu Oscarem aktorowi.